# MiG-17
Mikojan-Gurjevič MiG-17 (NATO naziv "Fresco") je Sovjetski podzvučni lovac koji se, osim u SSSR-u licencno proizvodio i u Poljskoj pod oznakom LIM-5 i Kini pod oznakom J-5.

## Razvoj
Prvi je prototip (I-330) prvi put poletio 14. siječnja 1950. Gledano izdaleka, I-330 nije se razlikovao od MiG-a 15 bis jer su dijelili isto podvozje, naoružanje i avioniku. Jedino je stražnji dio trupa bio produžen za 90 cm, te je postavljen nešto veći okomit stabilizator iste konfiguracije. Tek bi usporedni pogled odozgo pokazao veće razlike. Naime, prvi je I-330 dobio znatno izmijenjeno krilo, koje je u polovici bliže trupu imalo kut od čak 49 stupnjeva, da bi pri vrhovima "padalo" na "samo" 45,5 stupnjeva. Novo je krilo imalo i površinu veću za 10%, te anhedar od tri stupnja. I kut vodoravni stabilizatora povećan je s 40 na 45 stupnjeva.
Već su prva letna testiranja pokazala da je novo krilo donijelo znatno poboljšanje letnih odlika u odnosu na MiG-15 bis. Avion je postao pokretljiviji i upravljiviji u širokom rasponu brzina i na većim visinama. Iako je rabljen isti motor kao i na MiG-u 15, povećala se i maksimalna brzina za 40 do 50 km/h. S druge strane, piloti su se žalili na preteške komande. Očito je bilo i većih problema jer je 17. ožujka 1950. prvi I-330 izgubljen u nesreći zbog nekontroliranog poniranja. Pritom je poginuo probni pilot I. T. Ivaščenko. Kako je do tada dovršen drugi prototip IS-2, letna su testiranja nastavljena bez većeg zastoja. Na kraju je 1. rujna 1951. novi MiG-ov lovac proglašen uspješnim, te je odobren početak priprema za njegovu serijsku proizvodnju. Dobio je i službenu oznaku MiG-17. Prije početka serijske proizvodnje dovršena su i dva predserijska primjerka u konfiguraciji taktičkih lovaca.
Serijska je proizvodnja započela već u kolovozu 1951., a prvi je serijski primjerak dovršen početkom iduće godine. NATO je novog sovjetskog lovca označio kao Fresco.

## Inačice

### MiG-17F, MiG-17R i MiG-17AS
Prvi su MiG-ovi 17 dovršeni kao dnevni lovci s istovjetnim naoružanjem kao kod MiG-a 15. Međutim, ubrzo su započela poboljšanja. Tako je već na prototipu SI-2 testirana uporaba radara. Ubrzo nakon početka serijske proizvodnje MiG-17 je podvrgnut prvom poboljšanju ugradnjom modernije avionike i motora VK-1A. U odnosu na VK-1, VK-1A je imao istovjetan potisak, ali mu je pouzdanost bila znatno poboljšana. Tako unaprijeđeni avioni ponekad su označavani kao MiG-17A. Tijekom 1953. započela je ugradnja i naprednijega katapultirajućeg sjedala. Na pokrov pilotske kabine postavljen je "retrovizor". Dodana je i veća zračna kočnica. Sve su to bila sitnija poboljšanja, koja su više utjecala na sigurnost pilota nego na poboljšanje letnih odlika. Znatnije poboljšanje donio je novi motor VK-1F, prvi s ugrađenim sustavom za naknadno izgaranje. Njegovom uporabom potisak je povećan na 33,16 kN. Prvi prototip opremljen motorom VK-1F prvi je put poletio 29. rujna 1951.
Zanimljivo je da uporaba motora VK-1F na MiG-u 17 nije znatno povećala maksimalnu brzinu. Međutim, znatno su se poboljšale brzina penjanja i operativni vrhunac leta. Inačica opremljena motorom VK-1F dobila je oznaku MiG-17F (NATO oznaka Fresco-C), a u serijsku je proizvodnju uvedena 1952. Prvi serijski primjerci dovršeni su godinu dana poslije. Tijekom proizvodnje MiG-17F je dobio radarski ciljnik za topove SRD-1, čija je antena smještena iznad usisnika za zrak. Poslije će dio dobiti mogućnost nošenja vođenih projektila zrak-zrak s infracrvenim navođenjem R-3S/K-13A (AA-2 Atoll), za koje zapadni izvori tvrde da su kopije američkog Sidewindera. Na osnovi MiG-a 17F razvijen je i taktički izvidnički avion MiG-17R. Odstranjeni su topovi od 37 mm, ali su zadržana dva od 23 mm. Pri kraju operativnog djelovanja, sve više MiG-ova 17R prebacivano je u postrojbe namijenjene pružanju zračne potpore snagama na zemlji. Čak je dio MiG-ova 17R dobio po jedan dodatni nos ispod svakog krila namijenjen nošenju nevođenih raketa zrak-zemlja. Ovi su avioni dobili i internu oznaku MiG-17AS.

### MiG-17P, PF, PFU
Još tijekom razvoja na prototipu SI-2 testirana je mogućnost uporabe radara Koršun (Kite Hawk). Za razliku od MiG-a 15 bis, kod kojeg su zadržani topovi od 37 mm i maknuti oni od 23 mm, kod MiG-a 17P su maknuti topovi od 37 mm i zadržana tri topa od 23 mm s po 100 granata po topu. Antena radara RP-1 (Scan Odd) postavljena je u središte usisnika za zrak, te je tako nastao MiG-17P (Fresco-B). U praksi, piloti MiG-ova 17P do ciljeva su letjeli navođeni podacima iz radarskih postaja na zemlji, dok bi tek na bliskoj udaljenosti rabili radare RP-1, pa su zapravo rabljeni kao radarski ciljnici. U operativnoj uporabi, radari RP-1 su više bili u kvaru nego operativni, te su se tako uključili u opći trend pedesetih godina 20. stoljeća. Usprkos tome činjenica je da je MiG-17P bio prvi sovjetski lovački avion jednosjed opremljen radarom koji je ušao u operativnu uporabu. Zanimljivo je da su MiG-ovi 17P isporučivani s različitim kombinacijama naoružanja. Tako ih je dio isporučen sa samo dva topa od 23 mm, a dio s jednim topom od 37 i dva od 23 mm.
Postojali su i planovi o razvoju podinačice opremljene motorom VK-1F. Međutim, u početku je premala proizvodnja tog složenog motora uvjetovala da se on ugrađuje samo u MiG-17F, dok je MiG-17P dobio VK-1/1A motore. Čudna odluka s obzirom na to da je MiG-17P bio napredniji avion. To je uvidjelo i zapovjedništvo sovjetskog ratnog zrakoplovstva te je sredinom 1952. odlučeno da se MiG-17P mora opremiti jačim motorom. Prvi je prototip s VK-1F motorom prvi put poletio 8. kolovoza 1952. Letna su testiranja pokazala povećanje maksimalne brzine i brzine penjanja. S druge strane, smanjen je dolet i krstareća brzina (zbog povećanja mase i smanjenja potiska bez uključenog sustava za naknadno izgaranje). Kako je MiG-17P bio presretač, odlučeno je da su ovi nedostaci neznatni te je tako nastala podinačica MiG-17PF (Fresco-D). Serijska proizvodnja MiG-a 17PF pokrenuta je 1953. godine.
Sredinom pedesetih godina 20. stoljeća, dio MiG-ova 15PF opremljen je sustavom za automatsko navođenje na ciljeve sa zemlje Gorizont-1 te su dobili oznaku MiG-17PFG. Istodobno je dio MiG-ova 17PF prilagođen uporabi poluaktivno radarski navođenih projektila zrak-zrak K-5M/RS-2 (AA-1 Alkali). Uklonjeni su im topovi kako bi se dobio prostor za ugradnju dodatnih elektroničkih sustava namijenjenih navođenju projektila. Tako je nastala podinačica MiG-17PFU. Projektili Alkali pokazali su se krajnje nepouzdani te su se MiG-ovi 17PFU uglavnom rabili za obuku pilota lovaca u uporabi nove vrste oružja, prije prelaska na modernije lovce.

### Posebne inačice
MiG-17 je poslužio kao osnova za mnoge specijalne inačice, uglavnom rabljene za testiranje novih rješenja. Jedna takva je bila MiG-17SN, koja je dobila čvrsti nos u koji su ugrađena tri pokretna topa po visini kalibra 23 mm. Usisnici za zrak pomaknuti su na bokove. Dio izvora navodi da su se topovi mogli pomicati +/- 40 stupnjeva, a drugi da su se mogli pomicati za 27,5 stupnjeva nagore i 9,5 stupnjeva nadolje. Upravljanje topovima bilo je automatizirano preko posebnog ciljnika. Svrha je bilo povećanje učinkovitosti u zračnoj borbi. Testiranja SN-a započela su 1953. godine i odmah su zapala u "slijepu ulicu". Naime, kad bi topovi pucali prema gore, avion bi imao tendenciju poniranja, a kad bi pucali prema dolje, propinjanja. Zbog toga je preciznost topova bila vrlo slaba. Povećana masa SN-a smanjila je letne odlike, a neadekvatni usisnici dovodili su do otkazivanja motora. Zbog toga ne začuđuje što je cijeli projekt odbačen kao neperspektivan.
Projekt koji je imao znatno više uspjeha ticao se testiranja novih motora. Naime, tijekom pedesetih godina 20. stoljeća sovjetska je industrija počela uspješno usvajati znanja i tehnologije donesene iz okupirane Njemačke. Tako je projektni biro pod vodstvom Aleksandra Mikulina razvio seriju turbomlaznih motora s aksijalnim kompresorima, koji su se temeljili na motorima iz nacističke Njemačke. Dva motora AM-5 ugrađena su u modificirani trup jednog MiG-a 17.
Kako su motori bili znatno uži od originalnog VK-1, projektanti su uspjeli u trup "ugurati" dodatne spremnike za gorivo. Avion je također opremljen kočećim padobranom. Avion je označen kao I-340 ili Izdelije SM-1. Prvi je put poletio ujesen 1952. Motor AM-5 je u tom trenutku još uvijek bio u razvoju i nije imao sustav za naknadno izgaranje. Zbog toga mu je potisak bio skromnih 19,6 kN. Međutim, dva su AM-5 zajedno uspijevala dati veći potisak nego originalni VK-1F. Ubrzo su motori AM-5 zamijenjeni jačim i lakšim AM-5A (i dalje bez sustava za naknadno izgaranje) potiska 21,1 kN. Razvijen je i motor AM-5F sa sustavom za naknadno izgaranje, ali je njegov potisak bio prevelik za I-340 te nikad nije ugrađen. Zbog toga ne začuđuje što je I-340 imao znatno bolje letne odlike od MiG-a 17F, te je u vodoravnom letu mogao probiti zvučni zid. Najveći im je nedostatak bila kronična nepouzdanost, ali kako su bili u fazi razvoja to se i očekivalo. Na kraju su motori AM-5 ugrađeni u lovački avion MiG-19.
Još je vrlo mnogo MiG-ova 17 iskorišteno za mnoga testiranja novih rješenja. Spomenimo samo testiranje sustava za dopunu gorivom u letu, koji, usprkos dokazanoj učinkovitosti, nisu ušli u operativnu uporabu. Nekoliko je MiG-ova 17 preuređeno za testiranje sustava za radarsko samonavođenje protubrodskih projektila KS-1/AS-1 Kennel. Čak su i prilagođeni za nošenje ispod trupa bombardera Tupoljev Tu-16. Označeni su kao MiG-17K i MiG-17SDK, te su rabljeni i za razvoj i za uvježbavanje posada bombardera. Dio je MiG-ova 17 naknadno modificiran i za slična testiranja za potrebe razvoja drugih dalekometnih vođenih projektila.
Jedan je MiG-17 krajem pedesetih godina prošlog stoljeća prenamijenjen u testni avion za tehnologije koje bi omogućile okomito polijetanje i slijetanje mlaznih aviona. Zbog toga je označen kao MiG-17LL ili Letajuščaja Laboritorija. Tijekom sedamdesetih godina 20. stoljeća, kad su svi sovjetski MiG-ovi 17 povučeni iz operativne uporabe, veći broj ih je prenamijenjen u daljinski upravljane leteće mete. Postojale su najmanje dvije inačice - MiG-17M i MiG-17MM.

## Proizvodnja izvan SSSR-a

### J-5
Početkom pedesetih godina 20. stoljeća, novoosnovano ratno zrakoplovstvo komunističke Kine dobilo je manji broj MiG-ova 17A, koje su označili kao J-4. Potom su 1955. godine u pogonu u Shenyangu pokrenuli licencnu proizvodnju MiG-a 17F, koji su označili kao J-5. Potom su 1961. započele pripreme za proizvodnju MiG-a 17PF (J-5A), a prvi primjerci napustili su tvornicu tijekom 1964. godine. U to vrijeme avion je već bio zastario. Do kraja 1969. proizvedeno je ukupno 767 J-5 i J-5A. Za potrebe kineskog ratnog zrakoplovstva, razvijena je i dvosjedna inačica JJ-5. Kokpit je preuzet s MiG-a-15UTI/JJ-2, koji je ukomponiran u tijelo MiG-a 17. Uklonjeno je topničko naoružanje iz nosa, te je, za potrebe obuke pilota, ispod trupa postavljen jedan top kalibra 23 mm. Prvi primjerak JJ-5 prvi je put poletio 1968. godine. Do kraja proizvodnje 1986. napravljeno je čak 1061 JJ-5, a neki izvještaji tvrde da je mali broj tih školskih aviona još uvijek operativan u kineskom ratnom zrakoplovstvu. S obzirom na broj napravljenih aviona, lako je moguće da ih je operativno još nekoliko stotina.

### LIM-5 i LIM-6
Sredinom pedesetih godina prošlog stoljeća, poljska tvrtka WSK-PZL pokrenula je licencnu proizvodnju MiG-ova 17F i motora VK-1F, a prvi proizvedeni avion dovršen je u pogonu u Mielecu u studenom 1956. Lokalna oznaka bila je LIM-5, a motor je dobio oznaku LIS-5. Prva četiri aviona sastavljena su od dijelova isporučenih iz Sovjetskog Saveza, a puna je proizvodnja krenula 1957. godine. Sveukupno je proizvedeno 477 LIM-5 aviona, od čega je 120 izvezeno u Istočnu Njemačku. Tijekom 1955. poljsko ratno zrakoplovstvo je dobilo tucet MiG-ova 17PF, te je postupno proizvodnja LIM-a 5 prebačena na proizvodnju LIM-a 5P (MiG-17PF). Prvi LIM-5P dovršen je 1959., a napravljeno ih je 130 primjeraka. Četrdeset ih je isporučeno Istočnoj Njemačkoj, a po nekoliko primjeraka i u druge države. Na osnovi MiG-a 17F, WSK-PZL je razvila jurišnika LIM-5M. Dobio je veće spremnike za gorivo u krilima, te glavne noge stajnog trapa s dva kotača i niskotlačnim gumama kako bi mogao djelovati i s neuređenih poletno-sletnih staza. Zbog toga je dobio i veće spremnike za podvozje u krilima i veća vrata spremnika. Povećana masa pri polijetanju kompenzirana je postavljanjem raketnih motora. Skraćenje sletne staze postignuto je kočećim padobranom. Zadržano je klasično topničko naoružanje, ali je dodana mogućnost nošenja nevođenih raketa zrak-zemlja. Proizvodnja LIM-a 5M započela je 1960. i do kraja 1961. napravljeno je 60 primjeraka.
Zbog povećanja mase LIM-5M je imao bitno loše letne odlike. Zbog toga je razvijen LIM-6, koji je dobio prisilno opstrujavana pretkrilca i zakrilca. Kako se cijeli sustav pokazao krajnje nepouzdanim, od 40 proizvedenih LIM-a 6 nijedan nije ušao u operativnu uporabu. Na njegovoj je osnovi razvijen znatno pojednostavnjeni LIM-6bis, namijenjen pružanju bliske potpore snagama na zemlji. Serijska proizvodnja započela je 1963. godine i do kraja 1964. napravljeno je 70 primjeraka. Naknadno su svi operativni LIM-5M i svi LIM-6 prepravljeni na standard LIM-a 6bis. Uz to, WSK-PZL je napravila i manji broj LIM-6M izvidničkih aviona.
Oko 35 LIM-5 naknadno je prenamijenjeno u izvidničke avione LIM-5R. Početkom sedamdesetih godina prošlog stoljeća veći broj LIM-5P prerađen je na standard LIM-6M. Tek je manji broj LIM-5P prerađen u izvidničke avione LIM-6MR.

## Povijest korištenja
Do sredine pedesetih godina prošlog stoljeća, sovjetsko ratno zrakoplovstvo je sve svoje MiG-ove 15 zamijenilo MiG-ovima 17. Točno na vrijeme da se suoče sa stalnim američkim upadima izvidničkih aviona.
Prvo obaranje neprijateljskog aviona ostvarila su dva MiG-a 17 29. srpnja 1953. u blizini Vladivostoka. "Žrtva" je bio američki RB-50. Tijekom 1956. piloti MiG-ova su uporno pokušavali oboriti američke špijunske avione Lockheed U-2, ali su ovi letjeli previsoko za mogućnosti njihovih lovaca. Zbog toga je sovjetsko ratno zrakoplovstvo, početkom pedesetih godina, žurno pokrenulo razvoj više nadzvučnih lovačkih aviona. Nakon njihova ulaska u operativnu uporabu, MiG-ovi 17 su polagano povlačeni iz postrojbi prve obrane. Do 1960. godine većina je MiG-ova 17 već bila u postrojbama druge crte obrane, ili prebačena na zadaće pružanja bliske potpore snagama na zemlji. Velik broj aviona opremljen je i za vučenje meta. Kao i MiG-15, i MiG-17 je masovno izvožen u "savezničke" države. Tijekom pedesetih i šezdesetih godina 20. stoljeća, kineski su se J-5 često sukobljavali s tajvanskim lovcima, te su pritom obarali i bili obarani.
Međutim, kako je MiG-17 prekasno dovršen da bi se uključio u Korejski rat, prvo "vatreno krštenje" doživio je na Bliskom istoku. Kako bi učvrstio svoje politički utjecaj na tom području Sovjetski je Savez tijekom pedesetih godina prošlog stoljeća započeo masovni izvoz oružja u dio tamošnjih država, među ostalim u Siriju i Egipat. Tako su egipatski MiG-ovi 17F dobili priliku za ratno dokazivanje već 1956., tijekom Sueske krize. S druge strane su bili izraelski lovci Dassault Mystere IV. Prvo obaranje MiG-a 17 obavio je izraelski Mystere IVA 31. listopada 1956.
Nakon rata, Egipat i Sirija su dobili još MiG-ova 17, djelomično da bi nadoknadili gubitke, a djelomično radi povećanja ratnih zrakoplovstava. Međutim, ubrzo je započela zamjena znatno modernijim lovcima kao što je bio MiG-19. Manji dio egipatskih MiG-ova 17 sudjelovao je 1962. u ratu između Egipta i Saudijske Arabije za utjecaj u Jemenu. No, tada su rabljeni u ulozi jurišnika za pružanje potpore snagama na zemlji. S poražavajućim rezultatima rabljeni su Šestodnevnom ratu 1967. godine. Kao jurišnici rabljeni su i u ratu 1973. godine. Pritom su sirijske "sedamnaestice" pretrpjele velike gubitke, dok su egipatske imale znatno više uspjeha.
Pravu je svjetsku slavu MiG-17 stekao tijekom Vijetnamskog rata. Tijekom 1964. i 1965. osnovu sjevernovijetnamske PZO obrane činila je kombinacija protuzračnih vođenih projektila S-75 Dvina (SA-2) i MiG-ova 17, koje će postupno zamjenjivati MiG-ovi 21. Iako su MiG-ovi 17 bili znatno sporiji od američkih F-4 i F-105, ali ako bi ih uspjeli navući u blisku zračnu borbu često bi izašli kao pobjednici. Poslije su američki piloti govorili da su u bliskoj zračnoj brobi "sedamnaestice" bile znatno veća opasnost od MiG-ova 21.

## Inačice
- I-300 - prototip
- MiG-17 - Osnovna inačica s VK-1 motorom.
- MiG-17A - Lovačka verzija s dugovječnijim VK-1A motorom.
- MiG-17AS - višenamjenski zrakoplov, mogao je ponijeti rakete za napade na tlu, te K-13 rakete zrak-zrak.
- MiG-17P - Lovac za sve vremenske uvjete opremljen s Izumrud radarom.
- MiG-17F - Osnovna lovačka inačica s VK-1F motorom koji je imao naknadno izgaranje.
- MiG-17PF - Lovac za sve vremense uvejte s Izumrud radarom i VK-1F motorom.
- MiG-17PM/PFU - Lovačka inačica opremljena s radarom te K-5 raketama zrak-zrak.
- MiG-17R - Izvidnička inačica s VK-1F motorom.
- MiG-17SN - Eksperimentalna inačica s dva bočna usisnika. Nos je bio izdužen zbog smještaja strojnice koja bi se koristila za jurišne zadatke. Nije se proizvodila.
- Shenyang J-5 - Kineska kopija.

## Tehničke karakteristike (MiG-17F)
Osnovne karakteristike
- posada: 1
- dužina: 11,36 m
- raspon krila: 9,63 m
- površina krila: 22,6 m2
- visina: 3,80 m

Letne karakteristike
- najveća brzina: 1.144 km/h
- dolet: 1.080 km (1.670 s vanjskim spremnicima)
- brzina penjanja: 65 m/s
- najveća visina leta: 16.600 m
- specifično opterećenje krila: 237 kg/m2
- motor: 1 turbomlazni motor Klimov VK-1F